# Рачинский, Эдвард (Старший)

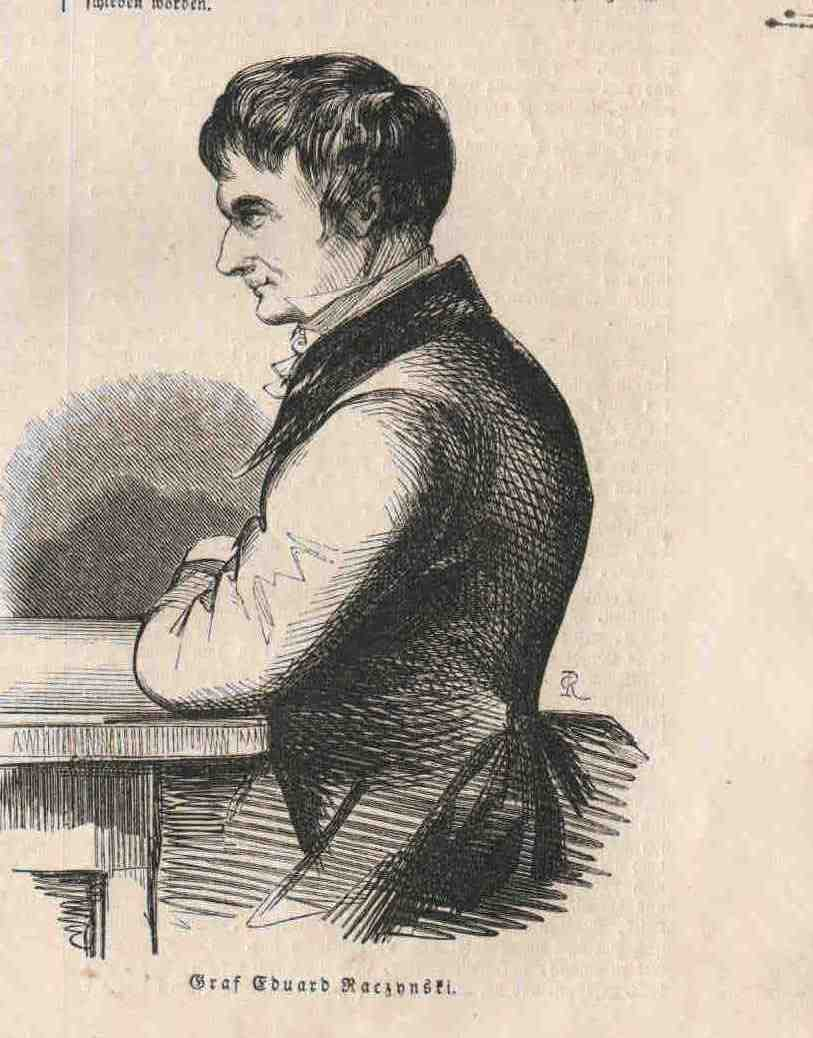
Граф Эдвард Рачинский (1786—1845)

Граф Эдвард Рачинский (2 апреля 1786, Познань — 20 января 1845, Занемысль (поль.)) — польский общественный деятель, помещик, коллекционер, меценат, путешественник.

## Биография
Представитель польского дворянского рода Рачинских герба Наленч. Старший сын генерал-майора Филиппа Нереужа Рачинского (1747—1804) и Михалины Рачинской (1768—1790).
В 1806—1809 годах служил в наполеоновской армии и в армии Великого герцогства Варшавского. Был награждён Орденом Virtuti Militari. Активист, политический и общественный деятель Великого княжества Познанского. В 1841 году избирался депутатом от рыцарского сословия в провинциальный сейм Великого княжества Познанского. В 1843 году — депутат сремского повета от рыцарского сословия в провинциальном сейме Великого княжества Познанского (поль.). Выступал за сотрудничество с прусской династией Гогенцоллернов, но при сохранении польских традиций. Составил мемориал по правилам использования польского языка, переданный королю Пруссии Фридриху Вильгельму IV.
В 1810 году граф Эдвард Рачинский совершил путешествие по Северной Европе, он посетил Лапландию, затем отправился в Стокгольм, где провёл три недели. По пути он посетил города Эребру, Тролльхеттан и Истад. Своё путешествие он охарактеризовал, как главное в своей жизни и вспоминал о нём в более поздние период жизни.
В 1814 году состоялось второе путешествие. На этот раз граф Эдвард Рачинский через Одессу и Стамбул прибыл в Малую Азию, где вёл раскопки древней Трои. Дневник его путешествия имел большое значение для краеведения, учитывая проведение раскопок неподалёку от древней Трои, кроме того, благодаря размещению рисунки посещаемых территорий. В дневнике Рачинского можно найти много информации о повседневной жизни жителей Османской империи начала XIX века.
В своём имении Рогалин граф Эдвард Рачинский собрал большой книжный фонд, отчасти, из библиотечных ресурсов монашеских орденов в Пруссии. Коллекция книг стал основой для создания Библиотеки Рачинских в Познани (поль.) (1829), где он был учредителем.
Эдвард Рачинский был сторонником развития гигиены в Великой Польше. В 1831 году после эпидемии холеры, принесённой русскими войсками из соседнего Царства Польского, граф спонсировал создание первого водопровода в Познани. В ознаменовании этого события в 1841 году был воздвигнут памятник Гигиее авторства Альберта Вольфа (в настоящее время после ремонта памятник находится перед Библиотекой Рачинских на площади Свободы в Познани (поль.). Граф внёс также значительный вклад в создание Больницы Преображения Господня в Познани (англ.).
Эдвард Рачинский был автором и издателем произведений и исторических источников, а также пионером в литературе экскурсионного туризма.
С 1827 года — член Варшавского общества друзей наук (поль.). Основал сельскохозяйственную школу в Ежеве, в окрестностях Сьрема (1841). Оказывал финансовую поддержку писателям и учёным, в частности, Адаму Мицкевичу и Брониславу Трентовскому.
Вместе с епископом познанским Теофилом Волицким (поль.), Эдвард Рачинский был автором концепции строительства так называемой Золотой часовни (поль.) в Соборе Познани, в которой профинансировал статуи Мешко I и Болеслава Храброго. Его обвиняли, в частности, через адвоката Казимира Шумана (поль.), в нарушении и растратах при строительстве часовни. Эдвард Рачинский совершил самоубийство, выстрелив себе в голову на острове, названном в его честь Островом Эдварда (поль.) на Рачинском озере (поль.) в Занемысле. Гробница Эдварда Рачинского и его жены Констанции находятся при костёле Святого Лаврентия в Занемысле (англ.).

## Семья

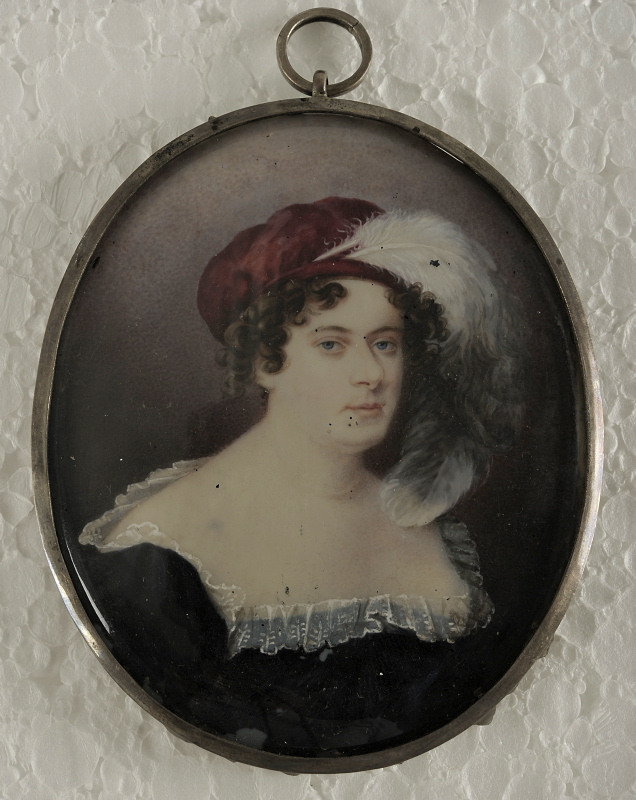
Графиня Констанция Потоцкая, 1807 год

В 1817 году граф Эдвард Рачинский женился на графине Констанции Потоцкой (поль., 1781—1852), пятой дочери Станислава Щенсного Потоцкого (1752—1805) и Юзефины Амалии Мнишек (1752—1798), вдове графа Яна Потоцкого (1761—1815). Супруги имели единственного сына:
- Граф Роджер Маурыцы Рачинский (7 декабря 1820 — 24 февраля 1864), польский политический деятель, публицист.